# ماسیمو کاوالیر
ماسیمو کاوالیر (انگلیسی: Massimo Cavaliere؛ زادهٔ ۲۱ نوامبر ۱۹۶۲) ورزشکار شمشیربازی اهل ایتالیا است.
وی در مسابقات کشوری و بین‌المللی در مجموع برندهٔ ۱ مدال برنز شده‌است.